# South Hampstead állomás
A South Hampstead a londoni Overground egyik állomása a 2-es zónában, a Watford DC Line érinti.

## Története
Az állomást 1879. június 2-án adták át Loudon Road néven. 1917. január elsején az állomás bezárt, majd 1922. július 10-én ismét megnyílt a forgalom számára. Ezzel együtt a Loudon Road név is megváltozott a ma is használatos South Hampstead állomás névre.

## Forgalom
| Járat | Útvonal | Gyakoriság    |
| ----- | --- | ------------- |
|       | Watford Junction – Watford High Street – Bushey – Carpenders Park – Hatch End – Headstone Lane – Harrow & Wealdstone – Kenton – South Kenton – North Wembley – Wembley Central – Stonebridge Park – Harlesden – Willesden Junction – Kensal Green – Queen’s Park – Kilburn High Road – South Hampstead – Euston | 20 percenként |

## Átszállási kapcsolatok
| Állomás         | Átszállási kapcsolatok                 |
| --------------- | -------------------------------------- |
| South Hampstead | Helyi buszok (South Hampstead Station) |

## Fordítás
- Ez a szócikk részben vagy egészben  a   South Hampstead railway station című angol Wikipédia-szócikk fordításán alapul.  Az eredeti cikk szerkesztőit annak laptörténete sorolja fel. Ez a jelzés csupán a megfogalmazás eredetét és a szerzői jogokat jelzi, nem szolgál a cikkben szereplő információk forrásmegjelöléseként.